# Pelikan (Schiff, 1906)
Pelikan ist der Name eines Fahrgastschiffes, das auf den Berliner Gewässern eingesetzt wird.

## Geschichte
Das Schiff wurde im Jahr 1906 unter der Baunummer 568 bei den Stettiner Oderwerken gebaut. Es trug zunächst den Namen Mariendorf. 1957 oder 1958 wurde die Mariendorf zum Motorschiff umgebaut, 1968 auf den Namen Pelikan umgetauft und 1969 oder 1973 in Genthin umgestaltet. 
Das Schiff ist 32,53 Meter lang und 6,05 Meter breit. Im Jahr 2007 war es nur noch für die Beförderung von 75 Personen zugelassen, bot aber deutlich mehr Plätze im Salon und auf den Sonnendecks.
1903 war die Teltower Kreisschiffahrt gegründet worden, 1906 wurde der Teltowkanal eingeweiht. Die Teltower Kreisschiffahrt nutzte laut Heinz Trost zunächst neben einem Motorboot nur die drei Dampfer Babelsberg, Alt-Glienicke und Adlershof, die sie von der Neu-Babelsberger Terraingesellschaft Ende & Böckmann übernommen hatte. 1904 wurde der Schiffsbestand um die Wannsee und die Steglitz ergänzt, 1906 folgten die Lankwitz und die Mariendorf. Die Mariendorf war das größte Schiff der Gesellschaft. Heinz Trost behauptet, sie sei schon bei ihrer Auslieferung 32 Meter lang und 6 Meter breit gewesen, habe 280 Fahrgäste befördern dürfen und über eine Antriebsleistung von 130 PS verfügt. Damit widerspricht er anderen Quellen. Im Gegensatz zu Dieter und Helga Schubert und zu Kurt Groggert erklärt Heinz Trost außerdem, das Schiff sei ursprünglich ein Einschrauber gewesen.
Kurt Groggert hingegen berichtet, die Bauverwaltung des Teltowkanals habe zunächst den 1903 gebauten Dampfer Oskar und dann vier Schiffe mit Benzinmotoren angeschafft. Zugleich sei mit dem Bau einer Serie von Doppelschraubendampfern begonnen worden, von denen die Wannsee in Dresden-Übigau gebaut worden sei, die nächsten drei Schiffe aber, nämlich die Steglitz, die Lankwitz und die Mariendorf, in Stettin. Diese Schiffe hätten vom Typ her den Stern-Schiffen der Bismarck-Klasse entsprochen, seien aber etwas kleiner als diese gewesen. 1906 seien außerdem noch die Motorschiffe Britz, Treptow und Rudow und 1907 noch die Dampfer Alt-Glienicke und Adlershof angeschafft worden. So sei der Kreis Teltow innerhalb kurzer Zeit zum zweitgrößten Personenschifffahrtsunternehmen im Kreis Berlin geworden. 
Die Mariendorf gehörte 1907 nach Groggert zu den größten Schiffen, über die die Teltower Kreisschiffahrt verfügte. Sie war damals laut Groggert 27 Meter lang, 5,05 Meter breit und mit zwei Maschinen mit je 60 PS ausgestattet. Mit der Mariendorf durften damals 234 Personen befördert werden. Eine größere Kapazität hatte in der Flotte der Teltower Kreisschiffahrt nur die Wannsee, mit der 259 Personen fahren durften.
Im Jahr 1935 durfte die Mariendorf 280 Fahrgäste befördern. Das Schiff gehörte mittlerweile zur Flotte der Stern und Kreisschiffahrt der Teltowkanal-Aktiengesellschaft, die zu dieser Zeit über mehr als 50 Wasserfahrzeuge verfügte.
Im Zweiten Weltkrieg wurden viele dieser Schiffe zerstört oder zumindest beschädigt. In der unmittelbaren Nachkriegszeit konnte sich die Stern und Kreisschiffahrt nur durch Vermietung ihrer Anlegebrücken am Schiffsbetrieb der BVG beteiligen, bald darauf fuhr sie wieder mit dem Dampfer Potsdam, den sie von der sowjetischen Armee zurückerhalten hatte. Relativ rasch brachte sie aber mehrere Schiffe wieder in Fahrt. Dazu gehörte auch die Mariendorf, die in der Nachkriegszeit einen dunkelbraunen Anstrich trug. Im Jahr 1948 fuhren für die Stern und Kreisschiffahrt wieder elf Dampfer und ein Motorschiff. Im selben Jahr erfolgte nach der Währungsreform die Teilung Berlins. Sämtliche Schiffe der Stern und Kreisschiffahrt, die zu diesem Zeitpunkt im Ostteil der Stadt lagen, wurden der Deutschen Schiffahrts- und Umschlagsbetriebs-Zentrale (DSU) zugeordnet und blieben in der DDR. Davon war auch die Mariendorf betroffen.
Nach Heinz Trost wurde die Mariendorf, wie bereits erwähnt, 1958 auf der Schiffswerft Havelberg zum Motorschiff umgebaut und 1969 in Genthin mit einer neuen Innenausstattung versehen: Der Decksalon mit 40 Sitzplätzen wurde mit Drehsesseln ausgestattet, im Kajütsalon wurden Bar und Tanzfläche untergebracht, das Sonnendeck, das damals auf das Schiff aufgesetzt wurde, wurde mit Liegestühlen ausgestattet. Das Schiff erhielt außerdem eine moderne Küche und wurde unter anderem sogar mit Umkleidekabinen versehen, um für Kongresse, Hochzeiten und andere Feierlichkeiten genutzt werden zu können. Trost vergleicht seine Größe mit der der Maxim Gorki. Zu Trosts Zeiten durfte das Schiff 210 Fahrgäste befördern. Groggert gibt wie Schubert etwas andere Daten an. Laut Groggert und Schubert erfolgte die Motorisierung 1957 und die Umgestaltung in Genthin 1973. Die Betreiber des Schiffes zählen wiederum Umbauten in den Jahren 1978, 1997 und 2018 auf.
Ab 1997 gehörte die Pelikan zur Flotte von J. Grimm; im Jahr 2000 notierte Dieter Schubert, das Schiff gehöre der Reederei Grimm/Lindecke GbR und dürfe nur 40 Fahrgäste befördern. Im Winter liege das Schiff im Niederneuendorfer See und werde als Gaststätte genutzt. Bilder aus dem Jahr 2013 zeigen das Schiff mit einer Aufschrift, die besagt, dass es damals für die Beförderung von 75 Personen zugelassen war.